# Copa Libertadores 2022/Faza grupowa
Faza grupowa Copa Libertadores 2022 ma na celu wyłonienie 16 drużyn uprawnionych do gry w fazie pucharowej Copa Libertadores w sezonie 2022, a także 8 drużyn uprawnionych do startu w drugiej rundzie Copa Sudamericana 2022. Rozgrywki wystartowały 5 kwietnia 2022 roku, a zakończą się 26 maja tego samego roku. W każdej z grup, wszystkie zespoły muszą spotkać się ze sobą dwukrotnie, w systemie mecz-rewanż.

## Uczestnicy
Spośród 32 zakwalifikowanych zespołów, 28 miało zagwarantowany udział w fazie grupowej dzięki rezultatom osiągniętym w krajowych rozgrywkach ligowych. Pozostałe 4 drużyny zostały wyłonione w fazie kwalifikacyjnej.

## Podział na koszyki
O podziale na koszyki decydował ranking klubowy CONMEBOL. Przy podziale na koszyki uwzględniono jedynie drużyny, które miały zapewniony start w fazie grupowej, ponieważ losowanie grup odbyło się przed zakończeniem fazy kwalifikacyjnej. W pierwszym koszyku znalazło się sześć najwyżej sklasyfikowanych drużyn + ubiegłoroczny triumfator Copa Libertadores i Copa Sudamericana. Natomiast w ostatnim koszyku umieszczono cztery najniżej sklasyfikowane ekipy plus miejsca dla czterech drużyn, które wygrały swoje dwumecze w decydującej fazie kwalifikacji.
| Kolory w tabeli                                                                  |
| -------------------------------------------------------------------------------- |
| Zwycięzca Copa Libertadores 2021                                                 |
| Zwycięzca Copa Sudamericana 2021                                                 |
| Zespoły zakwalifikowane do udziału w fazie grupowej poprzez awans z kwalifikacji |

| Koszyk 1                  |
| Drużyna (M)               |
| ------------------------- |
| SE Palmeiras (2)          |
| River Plate (1)           |
| CA Boca Juniors (3)       |
| CR Flamengo (4)           |
| Club Nacional (6)         |
| CA Peñarol (7)            |
| Atlético Mineiro (11)     |
| Athletico Paranaense (12) |

| Koszyk 2                     |
| Drużyna (M)                  |
| ---------------------------- |
| Cerro Porteño (15)           |
| Club Libertad (16)           |
| Independiente del Valle (21) |
| Universidad Católica (26)    |
| CS Emelec (28)               |
| SC Corinthians Paulista (29) |
| CSD Colo-Colo (32)           |
| CA Vélez Sarsfield (33)      |

| Koszyk 3                 |
| Drużyna (M)              |
| ------------------------ |
| Sporting Cristal (35)    |
| Deportivo Cali (44)      |
| Red Bull Bragantino (45) |
| Deportivo Táchira (46)   |
| Alianza Lima (54)        |
| Deportes Tolima (60)     |
| Colón Santa Fe (64)      |
| Caracas (67)             |

| Koszyk 4                      |
| Drużyna (M)                   |
| ----------------------------- |
| Always Ready (86)             |
| Talleres Córdoba (105)        |
| Independiente Petrolero (178) |
| Fortaleza (229)               |
| Olimpia (14)                  |
| Estudiantes (34)              |
| The Strongest (40)            |
| América FC (bez rankingu)     |

## Losowanie
Losowanie odbyło się 25 marca w Luque w Paragwaju. Do startu w fazie grupowej uprawnione są 32 drużyny (w tym 4 zwycięzców III rundy kwalifikacyjnej oraz zwycięzca Copa Sudamericana z poprzedniego sezonu). W trakcie losowania zespoły zostały rozdzielone na 4 koszyki, następnie rozlosowane i podzielone na 8 grup po 4 drużyny każda. Do jednej grupy nie będą mogły trafić drużyny z tego samego koszyka i federacji, z wyjątkiem drużyn, które uzyskały awans z III rundy kwalifikacyjnej, ponieważ w momencie losowania nie były znane drużyny, które awansują z eliminacji.

## Terminarz
Kolejne kolejki zostały rozegrane według następującego harmonogramu:
| Runda    | Data meczów         |                     |
| -------- | ------------------- | ------------------- |
| Termin 1 | 5–7 kwietnia 2022   | 5–7 kwietnia 2022   |
| Termin 2 | 12–14 kwietnia 2022 | 12–14 kwietnia 2022 |
| Termin 3 | 26–28 kwietnia 2022 | 26–28 kwietnia 2022 |
| Termin 4 | 3–5 maja 2022       | 3–5 maja 2022       |
| Termin 5 | 17–19 maja 2022     | 17–19 maja 2022     |
| Termin 6 | 24–26 maja 2022     | 24–26 maja 2022     |

## Grupy
| Kolory w tabeli grup                                                 |
| -------------------------------------------------------------------- |
| Zespoły z miejsc 1. i 2. awansują do 1/8 finału                      |
| Zespół z miejsca 3. awansuje do drugiej rundy Copa Sudamericana 2022 |

Zasady ustalania kolejności w tabeli:
1. liczba zdobytych punktów w całej rundzie;
2. różnica bramek w całej rundzie;
3. łączna liczba bramek zdobytych w całej rundzie;
4. łączna liczba bramek zdobytych na wyjeździe w całej rundzie;
5. miejsce drużyny w rankingu CONMEBOL.

### Grupa A
| Lp. | Drużyna                 | M | Z | R | P | Bramki | Bramki | +/– | Pkt |
| --- | ----------------------- | - | - | - | - | ------ | ------ | --- | --- |
| 1   | SE Palmeiras (A)        | 6 | 6 | 0 | 0 | 25     | 3      | +22 | 18  |
| 2   | CS Emelec (A)           | 6 | 2 | 2 | 2 | 14     | 7      | +7  | 8   |
| 3   | Deportivo Táchira (CS)  | 6 | 2 | 1 | 3 | 8      | 14     | −6  | 7   |
| 4   | Independiente Petrolero | 6 | 0 | 1 | 5 | 3      | 26     | −23 | 1   |

|                         | PAL | EGU | DEP | INP |
| ----------------------- | --- | --- | --- | --- |
| SE Palmeiras            | –   | 1:0 | 4:1 | 8:1 |
| CS Emelec               | 1:3 | –   | 1:1 | 7:0 |
| Deportivo Táchira       | 0:4 | 1:4 | –   | 3:0 |
| Independiente Petrolero | 0:5 | 1:1 | 1:2 | –   |

| 7 kwietnia 2022 02:00 CEST | Deportivo Táchira | 0:4(0:2)Raport | SE Palmeiras · 8' Dudu · 35' Veiga · 48', 53' Navarro | Estadio Polideportivo de Pueblo Nuevo, San Cristóbal Sędzia: Darío Herrera |
|                            |                   |                |                                                       |                                                                            |

| 7 kwietnia 2022 04:00 CEST | Independiente Petrolero · Cristaldo 88' | 1:1(0:0)Raport | CS Emelec · 90+1' Quiroga | Estadio Olímpico Patria, Sucre Sędzia: Cristian Garay |
|                            |                                         |                |                           |                                                       |

| 13 kwietnia 2022 02:30 CEST | SE Palmeiras · Zé Rafael 41' · Navarro 47', 54', 56', 78' · Rony 80' · Veiga 86', 90' | 8:1(1:1)Raport | Independiente Petrolero · 6' Correa | Allianz Parque, São Paulo Sędzia: Derlis López |
|                             |                                                                                       |                |                                     |                                                |

| 15 kwietnia 2022 04:00 CEST | CS Emelec · Rojas 11' | 1:1(1:1)Raport | Deportivo Táchira · 4' Chacón | Estadio George Capwell, Guayaquil Sędzia: Jhon Hinestroza |
|                             |                       |                |                               |                                                           |

| 27 kwietnia 2022 00:15 CEST | Independiente Petrolero · Campos 45' | 1:2(1:1)Raport | Deportivo Táchira · 44' Uribe · 65' Simisterra | Estadio Olímpico Patria, Sucre Sędzia: Nicolás Gamboa |
|                             |                                      |                |                                                |                                                       |

| 28 kwietnia 2022 02:00 CEST | CS Emelec · Rojas 62' | 1:3(0:2)Raport | SE Palmeiras · 19' Rony · 25' Veron · 90+2' Lopes | Estadio George Capwell, Guayaquil Sędzia: Patricio Loustau |
|                             |                       |                |                                                   |                                                            |

| 4 maja 2022 00:15 CEST | Deportivo Táchira · Uribe 37' | 1:4(1:2)Raport | CS Emelec · 3', 11', 59' (k.) Rodríguez · 74' Cabeza | Estadio Polideportivo de Pueblo Nuevo, San Cristóbal Sędzia: Pablo Echavarría |
|                        |                               |                |                                                      |                                                                               |

| 4 maja 2022 02:30 CEST | Independiente Petrolero | 0:5(0:2)Raport | SE Palmeiras · 17' (k.), 22', 60' Veiga · 62' Navarro · 74' Cerqueira | Estadio Olímpico Patria, Sucre Sędzia: Nicolás Lamolina |
|                        |                         |                |                                                                       |                                                         |

| 19 maja 2022 00:00 CEST | SE Palmeiras · Danilo 74' | 1:0(0:0)Raport | CS Emelec | Allianz Parque, São Paulo Sędzia: Nicolás Gamboa |
|                         |                           |                |           |                                                  |

| 19 maja 2022 02:00 CEST | Deportivo Táchira · 22', 28' Hernández · 90+2' Simisterra | 3:0(2:0)Raport | Independiente Petrolero | Estadio Polideportivo de Pueblo Nuevo, San Cristóbal Sędzia: Carlos Benítez |
|                         |                                                           |                |                         |                                                                             |

| 25 maja 2022 02:30 CEST | SE Palmeiras · 15', 22' (k.), 68' (k.) Scarpa · 57' Rony | 4:1(2:0)Raport | Deportivo Táchira · 48' Gutiérrez | Allianz Parque, São Paulo Sędzia: Carlos Ortega |
|                         |                                                          |                |                                   |                                                 |

| 25 maja 2022 02:30 CEST | CS Emelec · 16', 35' Cabeza · 38', 77' Rodríguez · 45+1' Cevallos · 54' Rojas · 75' Quiroga | 7:0(4:0)Raport | Independiente Petrolero | Estadio George Capwell, Guayaquil Sędzia: Kevin Ortega |
|                         |                                                                                             |                |                         |                                                        |

### Grupa B
| Lp. | Drużyna                  | M | Z | R | P | Bramki | Bramki | +/– | Pkt |
| --- | ------------------------ | - | - | - | - | ------ | ------ | --- | --- |
| 1   | Club Libertad (A)        | 6 | 3 | 1 | 2 | 8      | 6      | +2  | 10  |
| 2   | Athletico Paranaense (A) | 6 | 3 | 1 | 2 | 8      | 7      | +1  | 10  |
| 3   | The Strongest (CS)       | 6 | 1 | 3 | 2 | 8      | 7      | +1  | 6   |
| 4   | Caracas                  | 6 | 1 | 3 | 2 | 4      | 8      | −4  | 6   |

|                      | LIB | ATP | SLP | CAR |
| -------------------- | --- | --- | --- | --- |
| Club Libertad        | –   | 1:0 | 4:1 | 2:1 |
| Athletico Paranaense | 2:0 | –   | 1:0 | 5:1 |
| The Strongest        | 1:1 | 5:0 | –   | 1:1 |
| Caracas              | 1:0 | 0:0 | 0:0 | –   |

| 6 kwietnia 2022 00:15 CEST | Caracas | 0:0(0:0)Raport | Athletico Paranaense | Estadio Olímpico w Caracas, Caracas Sędzia: Andrés Rojas |
|                            |         |                |                      |                                                          |

| 8 kwietnia 2022 04:00 CEST | The Strongest · Triverio 11' | 1:1(1:1)Raport | Club Libertad · 14' Merlini | Estadio Hernando Siles, La Paz Sędzia: Nicolás Gamboa |
|                            |                              |                |                             |                                                       |

| 14 kwietnia 2022 00:00 CEST | Club Libertad · Cardozo 3' · Melgarejo 34' | 2:1(2:1)Raport | Caracas · 20' Bonsu Osei | Estadio Defensores del Chaco, Asunción Sędzia: Facundo Tello |
|                             |                                            |                |                          |                                                              |

| 15 kwietnia 2022 00:00 CEST | Athletico Paranaense · Terans 65' (k.) | 1:0(0:0)Raport | The Strongest | Estádio Joaquim Américo Guimarães, Kurytyba Sędzia: Darío Herrera |
|                             |                                        |                |               |                                                                   |

| 27 kwietnia 2022 00:15 CEST | Club Libertad · Riveros 57' | 1:0(0:0)Raport | Athletico Paranaense | Estadio Defensores del Chaco, Asunción Sędzia: Gustavo Tejera |
|                             |                             |                |                      |                                                               |

| 28 kwietnia 2022 04:00 CEST | The Strongest · Prost 34' | 1:1(1:0)Raport | Caracas · 83' Akinyoola | Estadio Hernando Siles, La Paz Sędzia: Guillermo Guerrero |
|                             |                           |                |                         |                                                           |

| 4 maja 2022 00:15 CEST | Caracas · Akinyoola 51' | 1:0(0:0)Raport | Club Libertad | Estadio Olímpico w Caracas, Caracas Sędzia: Andrés Matonte |
|                        |                         |                |               |                                                            |

| 4 maja 2022 00:15 CEST | The Strongest · Triverio 32', 51' · Prost 70' · Cascini 90+1' · Erick 90+4' | 5:0(1:0)Raport | Athletico Paranaense | Estadio Hernando Siles, La Paz Sędzia: Augusto Menéndez |
|                        |                                                                             |                |                      |                                                         |

| 18 maja 2022 00:15 CEST | Caracas | 0:0(0:0)Raport | The Strongest | Estadio Olímpico w Caracas, Caracas Sędzia: Darío Herrera |
|                         |         |                |               |                                                           |

| 19 maja 2022 00:00 CEST | Athletico Paranaense · Cuello 56' · Canobbio 69' | 2:0(0:0)Raport | Club Libertad | Estádio Joaquim Américo Guimarães, Kurytyba Sędzia: Patricio Loustau |
|                         |                                                  |                |               |                                                                      |

| 27 maja 2022 00:00 CEST | Athletico Paranaense · Pablo 19', 22' · Christian 45+1', 71' · Rocha 75' | 5:1(3:0)Raport | Caracas · 58' Rivero | Estádio Joaquim Américo Guimarães, Kurytyba Sędzia: Nicolás Lamolina |
|                         |                                                                          |                |                      |                                                                      |

| 27 maja 2022 00:00 CEST | Club Libertad · Melgarejo 25' · Mendieta 55' (k.), 90' · Jusino 70' (pen.) | 4:1(1:1)Raport | The Strongest · 41' Ursino | Estadio Defensores del Chaco, Asunción Sędzia: Facundo Tello |
|                         |                                                                            |                |                            |                                                              |

### Grupa C
| Lp. | Drużyna                | M | Z | R | P | Bramki | Bramki | +/– | Pkt |
| --- | ---------------------- | - | - | - | - | ------ | ------ | --- | --- |
| 1   | Estudiantes (A)        | 6 | 4 | 1 | 1 | 8      | 5      | +3  | 13  |
| 2   | CA Vélez Sarsfield (A) | 6 | 2 | 2 | 2 | 12     | 11     | +1  | 8   |
| 3   | Club Nacional (CS)     | 6 | 2 | 1 | 3 | 7      | 7      | 0   | 7   |
| 4   | Red Bull Bragantino    | 6 | 1 | 2 | 3 | 5      | 9      | −4  | 5   |

|                     | EST | VSA | CNA | RBB |
| ------------------- | --- | --- | --- | --- |
| Estudiantes         | –   | 4:1 | 1:0 | 2:0 |
| CA Vélez Sarsfield  | 4:0 | –   | 1:2 | 2:2 |
| Club Nacional       | 0:0 | 2:3 | –   | 3:0 |
| Red Bull Bragantino | 0:1 | 1:1 | 2:0 | –   |

| 7 kwietnia 2022 00:00 CEST | Red Bull Bragantino · Ytalo 8' · Hurtado 35' | 2:0(1:0)Raport | Club Nacional | Estádio Nabi Abi Chedid, Bragança Paulista Sędzia: Kevin Ortega |
|                            |                                              |                |               |                                                                 |

| 8 kwietnia 2022 02:00 CEST | Estudiantes · Mas 6' · Rogel 42' · Del Prete 53' · Zapiola 88' | 4:1(2:1)Raport | CA Vélez Sarsfield · 35' Janson | Estadio Jorge Luis Hirschi, La Plata Sędzia: Eber Aquino |
|                            |                                                                |                |                                 |                                                          |

| 14 kwietnia 2022 02:00 CEST | Club Nacional | 0:0(0:0)Raport | Estudiantes | Estadio Gran Parque Central, Montevideo Sędzia: Wilmar Roldán |
|                             |               |                |             |                                                               |

| 15 kwietnia 2022 02:00 CEST | CA Vélez Sarsfield · De los Santos 8' · Natan 47' (sam.) | 2:2(1:1)Raport | Red Bull Bragantino · 2', 62' Ytalo | Estadio José Amalfitani, Buenos Aires Sędzia: Jhon Ospina |
|                             |                                                          |                |                                     |                                                           |

| 27 kwietnia 2022 00:15 CEST | CA Vélez Sarsfield · Soñora 15' | 1:2(1:1)Raport | Club Nacional · 31', 75' Gigliotti | Estadio José Amalfitani, Buenos Aires Sędzia: Eber Aquino |
|                             |                                 |                |                                    |                                                           |

| 27 kwietnia 2022 00:15 CEST | Estudiantes · Rogel 54' · Boselli 59' | 2:0(0:0)Raport | Red Bull Bragantino | Estadio Jorge Luis Hirschi, La Plata Sędzia: Kevin Ortega |
|                             |                                       |                |                     |                                                           |

| 4 maja 2022 02:30 CEST | Estudiantes · Castro 41' | 1:0(1:0)Raport | Club Nacional | Estadio Jorge Luis Hirschi, La Plata Sędzia: Wilmar Roldán |
|                        |                          |                |               |                                                            |

| 6 maja 2022 02:00 CEST | Red Bull Bragantino · Hurtado 84' | 1:1(0:1)Raport | CA Vélez Sarsfield · 14' Pratto | Estádio Nabi Abi Chedid, Bragança Paulista Sędzia: Jhon Ospina |
|                        |                                   |                |                                 |                                                                |

| 18 maja 2022 00:15 CEST | Red Bull Bragantino | 0:1(0:0)Raport | Estudiantes · 77' Del Prete | Estádio Nabi Abi Chedid, Bragança Paulista Sędzia: Juan Benítez |
|                         |                     |                |                             |                                                                 |

| 19 maja 2022 02:00 CEST | Club Nacional · Zabala 21' · Gigliotti 89' (k.) | 2:3(1:1)Raport | CA Vélez Sarsfield · 45' Janson · 60' De los Santos · 90+4' Perrone | Estadio Gran Parque Central, Montevideo Sędzia: Piero Maza |
|                         |                                                 |                |                                                                     |                                                            |

| 25 maja 2022 00:15 CEST | Club Nacional · Trezza 9' · Cándido 31' · Cleiton 84' (sam.) | 3:0(2:0)Raport | Red Bull Bragantino | Estadio Gran Parque Central, Montevideo Sędzia: Wilmar Roldán |
|                         |                                                              |                |                     |                                                               |

| 25 maja 2022 00:15 CEST | CA Vélez Sarsfield · Janson 21', 43' · Pratto 73' · Osorio 83' | 4:0(2:0)Raport | Estudiantes | Estadio José Amalfitani, Buenos Aires Sędzia: Nicolás Gamboa |
|                         |                                                                |                |             |                                                              |

### Grupa D
| Lp. | Drużyna                      | M | Z | R | P | Bramki | Bramki | +/– | Pkt |
| --- | ---------------------------- | - | - | - | - | ------ | ------ | --- | --- |
| 1   | Atlético Mineiro (A)         | 6 | 3 | 2 | 1 | 10     | 6      | +4  | 11  |
| 2   | Deportes Tolima (A)          | 6 | 3 | 2 | 1 | 10     | 9      | +1  | 11  |
| 3   | Independiente del Valle (CS) | 6 | 2 | 2 | 2 | 9      | 7      | +2  | 8   |
| 4   | América FC                   | 6 | 0 | 2 | 4 | 6      | 13     | −7  | 2   |

|                         | ATM | DTO | IDV | AMG |
| ----------------------- | --- | --- | --- | --- |
| Atlético Mineiro        | –   | 1:2 | 3:1 | 1:1 |
| Deportes Tolima         | 0:2 | –   | 1:0 | 2:2 |
| Independiente del Valle | 1:1 | 2:2 | –   | 3:0 |
| América FC              | 1:2 | 2:3 | 0:2 | –   |

| 7 kwietnia 2022 00:00 CEST | América FC | 0:2(0:1)Raport | Independiente del Valle · 12' Sornoza · 90+5' Arce | Estádio Raimundo Sampaio, Belo Horizonte Sędzia: Fernando Rapallini |
|                            |            |                |                                                    |                                                                     |

| 7 kwietnia 2022 02:00 CEST | Deportes Tolima | 0:2(0:1)Raport | Atlético Mineiro · 45' Fernández · 80' Tchê Tchê | Estadio Manuel Murillo Toro, Ibagué Sędzia: Alexis Herrera |
|                            |                 |                |                                                  |                                                            |

| 14 kwietnia 2022 02:00 CEST | Atlético Mineiro · Ademir 85' | 1:1(0:0)Raport | América FC · 51' Felipe Azevedo | Estádio Mineirão, Belo Horizonte Sędzia: Patricio Loustau |
|                             |                               |                |                                 |                                                           |

| 14 kwietnia 2022 04:00 CEST | Independiente del Valle · Sornoza 52', 89' (k.) | 2:2(0:2)Raport | Deportes Tolima · 15' Lucumí · 41' Plata | Estadio Banco Guayaquil, Quito Sędzia: Kevin Ortega |
|                             |                                                 |                |                                          |                                                     |

| 27 kwietnia 2022 02:30 CEST | Independiente del Valle · Sornoza 50' | 1:1(0:1)Raport | Atlético Mineiro · 7' Hulk | Estadio Banco Guayaquil, Quito Sędzia: Fernando Rapallini |
|                             |                                       |                |                            |                                                           |

| 28 kwietnia 2022 00:00 CEST | América FC · Pedrinho 53' · Hernández 77' (sam.) | 2:3(0:0)Raport | Deportes Tolima · 66', 90+5' Plata · 86' Quiñones | Estádio Raimundo Sampaio, Belo Horizonte Sędzia: Andrés Cunha |
|                             |                                                  |                |                                                   |                                                               |

| 4 maja 2022 02:30 CEST | América FC · Conti 39' | 1:2(1:2)Raport | Atlético Mineiro · 13' Arana · 37' Fernández | Estádio Raimundo Sampaio, Belo Horizonte Sędzia: Darío Herrera |
|                        |                        |                |                                              |                                                                |

| 5 maja 2022 04:00 CEST | Deportes Tolima · Ibargüen 88' | 1:0(0:0)Raport | Independiente del Valle | Estadio Manuel Murillo Toro, Ibagué Sędzia: Patricio Loustau |
|                        |                                |                |                         |                                                              |

| 19 maja 2022 02:00 CEST | Deportes Tolima · Plata 40' · Rangel 43' | 2:2(2:2)Raport | América FC · 7' Marlon · 27' (k.) Maidana | Estadio Manuel Murillo Toro, Ibagué Sędzia: Fernando Rapallini |
|                         |                                          |                |                                           |                                                                |

| 20 maja 2022 00:00 CEST | Atlético Mineiro · Hulk 9', 56' · Sávio 90+6' | 3:1(1:0)Raport | Independiente del Valle · 82' Vargas | Estádio Mineirão, Belo Horizonte Sędzia: Esteban Ostojich |
|                         |                                               |                |                                      |                                                           |

| 26 maja 2022 02:00 CEST | Atlético Mineiro · Eduardo Sasha 88' | 1:2(0:0)Raport | Deportes Tolima · 55' Rangel · 90+2' Lucumí | Estádio Mineirão, Belo Horizonte Sędzia: Patricio Loustau |
|                         |                                      |                |                                             |                                                           |

| 26 maja 2022 02:00 CEST | Independiente del Valle · Sornoza 17' · Gaibor 43' · Chávez 74' | 3:0(2:0)Raport | América FC | Estadio Banco Guayaquil, Quito Sędzia: Leodán González |
|                         |                                                                 |                |            |                                                        |

### Grupa E
| Lp. | Drużyna                     | M | Z | R | P | Bramki | Bramki | +/– | Pkt |
| --- | --------------------------- | - | - | - | - | ------ | ------ | --- | --- |
| 1   | CA Boca Juniors (A)         | 6 | 3 | 1 | 2 | 5      | 5      | 0   | 10  |
| 2   | SC Corinthians Paulista (A) | 6 | 2 | 3 | 1 | 5      | 4      | +1  | 9   |
| 3   | Deportivo Cali (CS)         | 6 | 2 | 2 | 2 | 7      | 4      | +3  | 8   |
| 4   | Always Ready                | 6 | 1 | 2 | 3 | 5      | 9      | −4  | 5   |

|                         | BJU | COR | DEC | ALR |
| ----------------------- | --- | --- | --- | --- |
| CA Boca Juniors         | –   | 1:1 | 1:0 | 2:0 |
| SC Corinthians Paulista | 2:0 | –   | 1:0 | 1:1 |
| Deportivo Cali          | 2:0 | 0:0 | –   | 3:0 |
| Always Ready            | 0:1 | 2:0 | 2:2 | –   |

| 6 kwietnia 2022 02:30 CEST | Always Ready · Riquelme 8' · Ramallo 46' (k.) | 2:0(1:0)Raport | SC Corinthians Paulista | Estadio Hernando Siles, La Paz Sędzia: Piero Maza |
|                            |                                               |                |                         |                                                   |

| 6 kwietnia 2022 02:30 CEST | Deportivo Cali · Burdisso 70' · Vásquez 80' | 2:0(0:0)Raport | CA Boca Juniors | Estadio Deportivo Cali, Cali Sędzia: Jesús Valenzuela |
|                            |                                             |                |                 |                                                       |

| 13 kwietnia 2022 00:15 CEST | CA Boca Juniors · Benedetto 25', 90+6' | 2:0(1:0)Raport | Always Ready | Estadio Alberto J. Armand, Buenos Aires Sędzia: Gustavo Tejera |
|                             |                                        |                |              |                                                                |

| 14 kwietnia 2022 02:00 CEST | SC Corinthians Paulista · Caldera 68' (sam.) | 1:0(0:0)Raport | Deportivo Cali | Arena Corinthians, São Paulo Sędzia: Eber Aquino |
|                             |                                              |                |                |                                                  |

| 27 kwietnia 2022 02:30 CEST | SC Corinthians Paulista · Maycon 5', 78' | 2:0(1:0)Raport | CA Boca Juniors | Arena Corinthians, São Paulo Sędzia: Andrés Matonte |
|                             |                                          |                |                 |                                                     |

| 29 kwietnia 2022 04:00 CEST | Always Ready · Riquelme 35' (k.) · Arce 42' | 2:2(2:1)Raport | Deportivo Cali · 45+5' Velasco · 54' Burdisso | Estadio Hernando Siles, La Paz Sędzia: Augusto Aragón |
|                             |                                             |                |                                               |                                                       |

| 5 maja 2022 02:00 CEST | Deportivo Cali | 0:0(0:0)Raport | SC Corinthians Paulista | Estadio Deportivo Cali, Cali Sędzia: Andrés Cunha |
|                        |                |                |                         |                                                   |

| 5 maja 2022 02:00 CEST | Always Ready | 0:1(0:1)Raport | CA Boca Juniors · 37' (k.) Salvio | Estadio Hernando Siles, La Paz Sędzia: Kevin Ortega |
|                        |              |                |                                   |                                                     |

| 18 maja 2022 02:30 CEST | CA Boca Juniors · Benedetto 42' | 1:1(1:1)Raport | SC Corinthians Paulista · 16' Du Queiroz | Estadio Alberto J. Armand, Buenos Aires Sędzia: Christian Ferreyra |
|                         |                                 |                |                                          |                                                                    |

| 20 maja 2022 04:00 CEST | Deportivo Cali · Vásquez 12', 55' · Mosquera 74' | 3:0(1:0)Raport | Always Ready | Estadio Deportivo Cali, Cali Sędzia: Alexis Herrera |
|                         |                                                  |                |              |                                                     |

| 27 maja 2022 02:00 CEST | CA Boca Juniors · Varela 54' | 1:0(0:0)Raport | Deportivo Cali | Estadio Alberto J. Armand, Buenos Aires Sędzia: Piero Maza |
|                         |                              |                |                |                                                            |

| 27 maja 2022 02:00 CEST | SC Corinthians Paulista · Adson 19' | 1:1(1:1)Raport | Always Ready · 44' Borja | Arena Corinthians, São Paulo Sędzia: José Argote |
|                         |                                     |                |                          |                                                  |

### Grupa F
| Lp. | Drużyna            | M | Z | R | P | Bramki | Bramki | +/– | Pkt |
| --- | ------------------ | - | - | - | - | ------ | ------ | --- | --- |
| 1   | River Plate (A)    | 6 | 5 | 1 | 0 | 18     | 3      | +15 | 16  |
| 2   | Fortaleza (A)      | 6 | 3 | 1 | 2 | 10     | 9      | +1  | 10  |
| 3   | CSD Colo-Colo (CS) | 6 | 2 | 1 | 3 | 9      | 13     | −4  | 7   |
| 4   | Alianza Lima       | 6 | 0 | 1 | 5 | 4      | 16     | −12 | 1   |

|               | RPL | FEC | CCS | ALL |
| ------------- | --- | --- | --- | --- |
| River Plate   | –   | 2:0 | 4:0 | 8:1 |
| Fortaleza     | 1:1 | –   | 1:2 | 2:1 |
| CSD Colo-Colo | 1:2 | 3:4 | –   | 2:1 |
| Alianza Lima  | 0:1 | 0:2 | 1:1 | –   |

| 7 kwietnia 2022 02:00 CEST | Alianza Lima | 0:1(0:0)Raport | River Plate · 70' Suárez | Stadion Narodowy w Limie, Lima Sędzia: Wilmar Roldán |
|                            |              |                |                          |                                                      |

| 8 kwietnia 2022 00:00 CEST | Fortaleza · Kayzer 70' | 1:2(0:1)Raport | CSD Colo-Colo · 38' Lucero · 49' Solari | Estádio Plácido Aderaldo Castelo, Fortaleza Sędzia: Andrés Cunha |
|                            |                        |                |                                         |                                                                  |

| 14 kwietnia 2022 00:00 CEST | CSD Colo-Colo · Lucero 27' · Pavez 56' | 2:1(1:0)Raport | Alianza Lima · 69' Benítez | Estadio Monumental David Arellano, Santiago Sędzia: Esteban Ostojich |
|                             |                                        |                |                            |                                                                      |

| 14 kwietnia 2022 02:00 CEST | River Plate · Fernández 10' · De la Cruz 33' | 2:0(2:0)Raport | Fortaleza | Estadio Monumental, Buenos Aires Sędzia: Andrés Matonte |
|                             |                                              |                |           |                                                         |

| 28 kwietnia 2022 00:00 CEST | Fortaleza · Romero 50' · Hércules 79' | 2:1(0:0)Raport | Alianza Lima · 70' Lavandeira | Estádio Plácido Aderaldo Castelo, Fortaleza Sędzia: Carlos Betancur |
|                             |                                       |                |                               |                                                                     |

| 28 kwietnia 2022 02:00 CEST | CSD Colo-Colo · Lucero 90+2' | 1:2(0:0)Raport | River Plate · 82' Suárez · 89' Barco | Estadio Monumental David Arellano, Santiago Sędzia: Alexis Herrera |
|                             |                              |                |                                      |                                                                    |

| 6 maja 2022 00:00 CEST | Fortaleza · Romero 4' | 1:1(1:1)Raport | River Plate · 17' (k.) Fernández | Estádio Plácido Aderaldo Castelo, Fortaleza Sędzia: Esteban Ostojich |
|                        |                       |                |                                  |                                                                      |

| 6 maja 2022 04:00 CEST | Alianza Lima · Aguirre 46' | 1:1(0:1)Raport | CSD Colo-Colo · 22' Lucero | Stadion Narodowy w Limie, Lima Sędzia: Nicolás Gallo |
|                        |                            |                |                            |                                                      |

| 19 maja 2022 04:00 CEST | Alianza Lima | 0:2(0:1)Raport | Fortaleza · 16' Moisés · 80' Yago Pikachu | Stadion Narodowy w Limie, Lima Sędzia: Franklin Congo |
|                         |              |                |                                           |                                                       |

| 20 maja 2022 02:00 CEST | River Plate · Palavecino 42' · De la Cruz 52' · Martínez 66' · Barco 68' | 4:0(1:0)Raport | CSD Colo-Colo | Estadio Monumental, Buenos Aires Sędzia: Andrés Matonte |
|                         |                                                                          |                |               |                                                         |

| 26 maja 2022 00:00 CEST | River Plate · Álvarez 15', 18', 41', 54', 57', 83' · Simón 53' · Gómez 79' | 8:1(3:0)Raport | Alianza Lima · 89' (k.) Lavandeira | Estadio Monumental, Buenos Aires Sędzia: Jhon Ospina |
|                         |                                                                            |                |                                    |                                                      |

| 26 maja 2022 00:00 CEST | CSD Colo-Colo · Ceballos 45' (sam.), 64' (sam.) · Gil 80' | 3:4(1:2)Raport | Fortaleza · 3' Romero · 25', 54' Moisés · 61' Yago Pikachu | Estadio Monumental David Arellano, Santiago Sędzia: Esteban Ostojich |
|                         |                                                           |                |                                                            |                                                                      |

### Grupa G
| Lp. | Drużyna            | M | Z | R | P | Bramki | Bramki | +/– | Pkt |
| --- | ------------------ | - | - | - | - | ------ | ------ | --- | --- |
| 1   | Colón Santa Fe (A) | 6 | 3 | 1 | 2 | 8      | 8      | 0   | 10  |
| 2   | Cerro Porteño (A)  | 6 | 2 | 2 | 2 | 5      | 4      | +1  | 8   |
| 3   | Olimpia (CS)       | 6 | 2 | 2 | 2 | 4      | 4      | 0   | 8   |
| 4   | CA Peñarol         | 6 | 2 | 1 | 3 | 5      | 6      | −1  | 7   |

|                | CSF | CER | OLA | CAP |
| -------------- | --- | --- | --- | --- |
| Colón Santa Fe | –   | 2:1 | 2:1 | 2:1 |
| Cerro Porteño  | 3:1 | –   | 0:1 | 1:0 |
| Olimpia        | 0:0 | 0:0 | –   | 1:0 |
| CA Peñarol     | 2:1 | 0:0 | 2:1 | –   |

| 6 kwietnia 2022 00:15 CEST | Olimpia | 0:0(0:0)Raport | Cerro Porteño | Estadio Defensores del Chaco, Asunción Sędzia: Anderson Daronco |
|                            |         |                |               |                                                                 |

| 6 kwietnia 2022 00:15 CEST | Colón Santa Fe · Rodríguez 31' · Farías 90' | 2:1(1:0)Raport | CA Peñarol · 69' Ceppelini | Estadio Brigadier General Estanislao López, Santa Fe Sędzia: Wilton Sampaio |
|                            |                                             |                |                            |                                                                             |

| 13 kwietnia 2022 00:15 CEST | Cerro Porteño · Romero 41', 46' · Espínola 70' | 3:1(1:1)Raport | Colón Santa Fe · 31' Meza | Estadio General Pablo Rojas, Asunción Sędzia: Roberto Tobar |
|                             |                                                |                |                           |                                                             |

| 13 kwietnia 2022 02:30 CEST | CA Peñarol · Ramos 45+2' · Carrizo 49' | 2:1(1:0)Raport | Olimpia · 80' W. González | Estadio Campeón del Siglo, Montevideo Sędzia: Raphael Claus |
|                             |                                        |                |                           |                                                             |

| 28 kwietnia 2022 02:00 CEST | Cerro Porteño · Cardozo 45+1' | 1:0(1:0)Raport | CA Peñarol | Estadio General Pablo Rojas, Asunción Sędzia: Wilmar Roldán |
|                             |                               |                |            |                                                             |

| 29 kwietnia 2022 02:00 CEST | Olimpia | 0:0(0:0)Raport | Colón Santa Fe | Estadio Defensores del Chaco, Asunción Sędzia: Jesús Valenzuela |
|                             |         |                |                |                                                                 |

| 5 maja 2022 00:00 CEST | Colón Santa Fe · Farías 22' · Bernardi 69' | 2:1(1:0)Raport | Cerro Porteño · 73' Moreno | Estadio Brigadier General Estanislao López, Santa Fe Sędzia: Raphael Claus |
|                        |                                            |                |                            |                                                                            |

| 5 maja 2022 02:00 CEST | Olimpia · Salcedo 33' | 1:0(1:0)Raport | CA Peñarol | Estadio Defensores del Chaco, Asunción Sędzia: Anderson Daronco |
|                        |                       |                |            |                                                                 |

| 18 maja 2022 00:15 CEST | CA Peñarol | 0:0(0:0)Raport | Cerro Porteño | Estadio Campeón del Siglo, Montevideo Sędzia: Wilton Sampaio |
|                         |            |                |               |                                                              |

| 19 maja 2022 00:00 CEST | Colón Santa Fe · Lértora 41', 84' | 2:1(1:1)Raport | Olimpia · 7' Quintana | Estadio Brigadier General Estanislao López, Santa Fe Sędzia: Wilmar Roldán |
|                         |                                   |                |                       |                                                                            |

| 26 maja 2022 02:00 CEST | CA Peñarol · Ceppelini 48' · Menosse 90+7' | 2:1(0:1)Raport | Colón Santa Fe · 32' Farías | Estadio Campeón del Siglo, Montevideo Sędzia: Anderson Daronco |
|                         |                                            |                |                             |                                                                |

| 26 maja 2022 02:00 CEST | Cerro Porteño | 0:1(0:1)Raport | Olimpia · 10' F. Cardozo | Estadio General Pablo Rojas, Asunción Sędzia: Raphael Claus |
|                         |               |                |                          |                                                             |

### Grupa H
| Lp. | Drużyna                   | M | Z | R | P | Bramki | Bramki | +/– | Pkt |
| --- | ------------------------- | - | - | - | - | ------ | ------ | --- | --- |
| 1   | CR Flamengo (A)           | 6 | 5 | 1 | 0 | 15     | 6      | +9  | 16  |
| 2   | Talleres Córdoba (A)      | 6 | 3 | 2 | 1 | 6      | 5      | +1  | 11  |
| 3   | Universidad Católica (CS) | 6 | 1 | 1 | 4 | 5      | 10     | −5  | 4   |
| 4   | Sporting Cristal          | 6 | 0 | 2 | 4 | 3      | 8      | −5  | 2   |

|                      | FLA | TAL | UCS | SCR |
| -------------------- | --- | --- | --- | --- |
| CR Flamengo          | –   | 3:1 | 3:0 | 2:1 |
| Talleres Córdoba     | 2:2 | –   | 1:0 | 1:0 |
| Universidad Católica | 2:3 | 0:1 | –   | 2:1 |
| Sporting Cristal     | 0:2 | 0:0 | 1:1 | –   |

| 6 kwietnia 2022 03:00 CEST | Sporting Cristal | 0:2(0:1)Raport | CR Flamengo · 22' Bruno Henrique · 87' Matheuzinho | Stadion Narodowy w Limie, Lima Sędzia: Jhon Ospina |
|                            |                  |                |                                                    |                                                    |

| 7 kwietnia 2022 00:00 CEST | Talleres Córdoba · Fértoli 24' | 1:0(1:0)Raport | Universidad Católica | Estadio Mario Alberto Kempes, Córdoba Sędzia: Gustavo Tejera |
|                            |                                |                |                      |                                                              |

| 13 kwietnia 2022 00:15 CEST | Universidad Católica · Núñez 45+2' · Zampedri 90+2' (k.) | 2:1(1:0)Raport | Sporting Cristal · 73' Loyola | Estadio San Carlos de Apoquindo, Santiago Sędzia: Leodán González |
|                             |                                                          |                |                               |                                                                   |

| 13 kwietnia 2022 02:30 CEST | CR Flamengo · Gabriel Barbosa 11' (k.) · Éverton Ribeiro 26', 60' | 3:1(2:1)Raport | Talleres Córdoba · 45+1' Fértoli | Maracanã, Rio de Janeiro Sędzia: Jesús Valenzuela |
|                             |                                                                   |                |                                  |                                                   |

| 27 kwietnia 2022 00:30 CEST | Talleres Córdoba · Esquivel 65' | 1:0(0:0)Raport | Sporting Cristal | Estadio Mario Alberto Kempes, Córdoba Sędzia: Mario Díaz de Vivar |
|                             |                                 |                |                  |                                                                   |

| 29 kwietnia 2022 00:00 CEST | Universidad Católica · Isla 16' (sam.) · Pablo 90+4' (sam.) | 2:3(1:2)Raport | CR Flamengo · 8', 35' Gabriel Barbosa · 85' Lázaro | Estadio San Carlos de Apoquindo, Santiago Sędzia: José Argote |
|                             |                                                             |                |                                                    |                                                               |

| 5 maja 2022 00:00 CEST | Talleres Córdoba · Arão 34' (sam.) · Santos 57' | 2:2(1:0)Raport | CR Flamengo · 50' De Arrascaeta · 69' Pedro | Estadio Mario Alberto Kempes, Córdoba Sędzia: Eber Aquino |
|                        |                                                 |                |                                             |                                                           |

| 5 maja 2022 04:00 CEST | Sporting Cristal · Liza 43' | 1:1(1:0)Raport | Universidad Católica · 77' Zampedri | Stadion Narodowy w Limie, Lima Sędzia: Andrés Rojas |
|                        |                             |                |                                     |                                                     |

| 18 maja 2022 02:30 CEST | CR Flamengo · Arão 7' · Éverton Ribeiro 39' · Pedro 90' | 3:0(2:0)Raport | Universidad Católica | Maracanã, Rio de Janeiro Sędzia: Jhon Ospina |
|                         |                                                         |                |                      |                                              |

| 18 maja 2022 02:30 CEST | Sporting Cristal | 0:0(0:0)Raport | Talleres Córdoba | Stadion Narodowy w Limie, Lima Sędzia: Luis Quiroz |
|                         |                  |                |                  |                                                    |

| 25 maja 2022 02:30 CEST | CR Flamengo · Isla 30' · Pedro 74' | 2:1(1:0)Raport | Sporting Cristal · 85' Gonzáles | Maracanã, Rio de Janeiro Sędzia: Alexis Herrera |
|                         |                                    |                |                                 |                                                 |

| 25 maja 2022 02:30 CEST | Universidad Católica | 0:1(0:0)Raport | Talleres Córdoba · 61' Esquivel | Estadio San Carlos de Apoquindo, Santiago Sędzia: Gery Vargas |
|                         |                      |                |                                 |                                                               |